# GAZ-52
Der GAZ-52 (russisch ГАЗ-52) ist ein Lastkraftwagen des sowjetischen/russischen Fahrzeugherstellers Gorkowski Awtomobilny Sawod (russisch Горьковский автомобильный завод (ГАЗ)). Er wurde von 1966 bis 1989 in verschiedenen Varianten in Serie hergestellt, Prototypen reichen bis in das Jahr 1956 zurück. Über eine Million Exemplare des Lkw wurden hergestellt. Der GAZ-53 ist ein sehr ähnliches, jedoch schwereres Modell mit dem gleichen Führerhaus wie der GAZ-52.

## Fahrzeuggeschichte

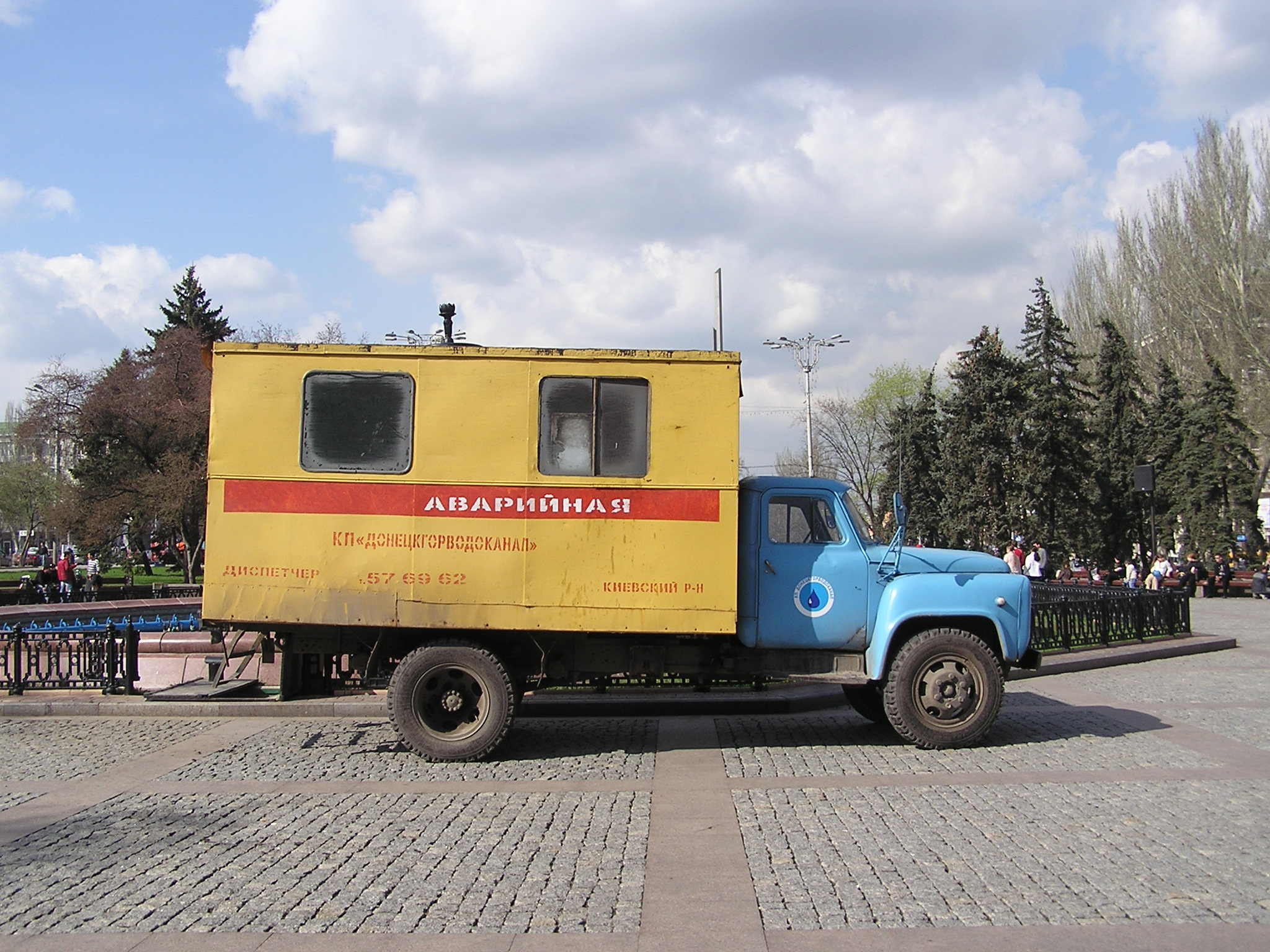
Seitenansicht eines GAZ-52

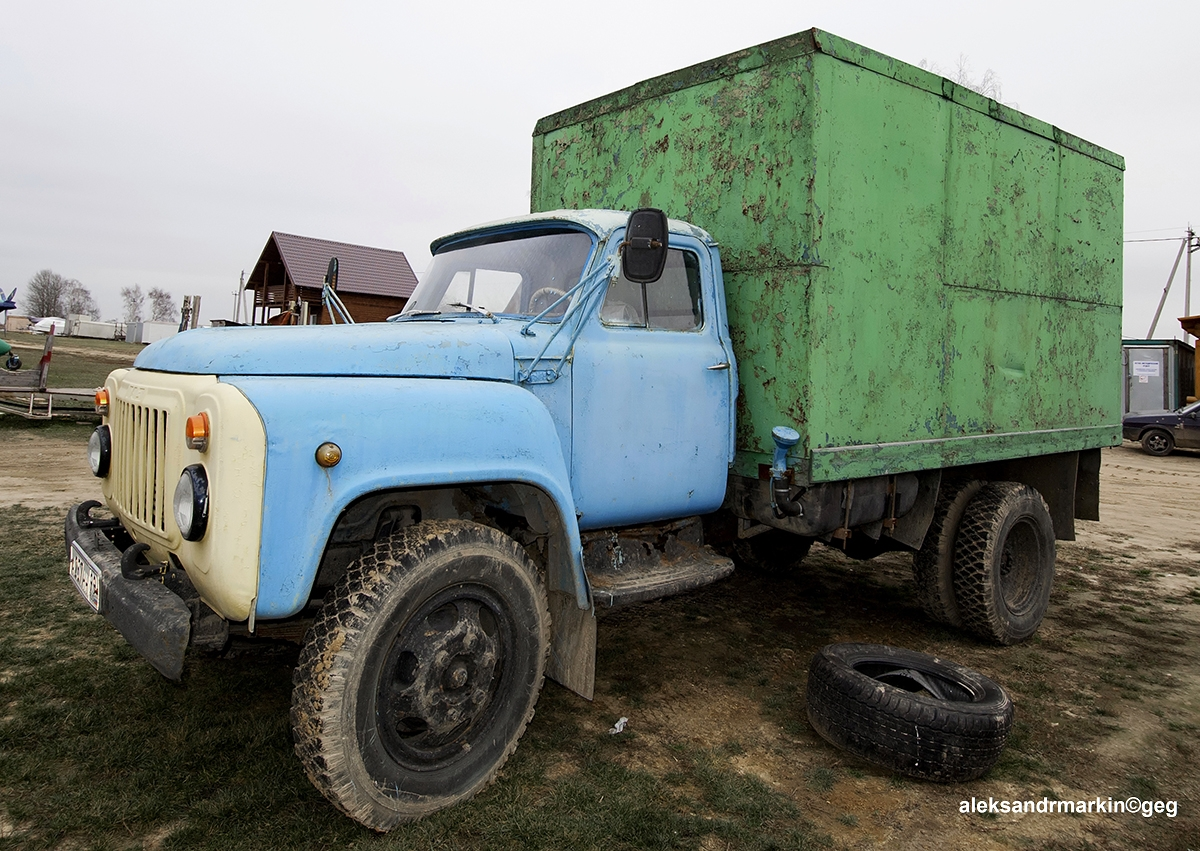
Ein GAZ-52 mit Kofferaufbau

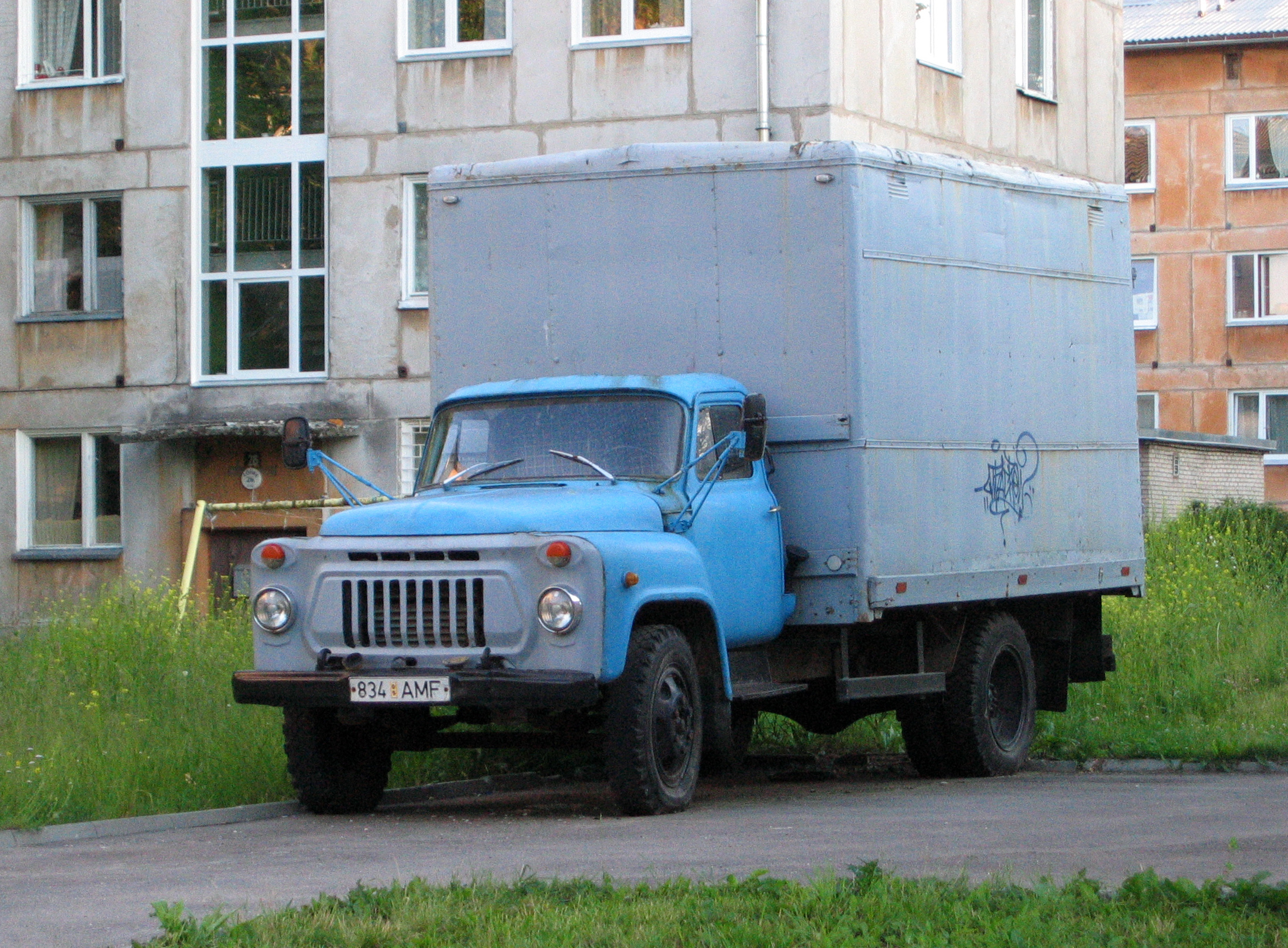
Ein GAZ-52 mit Kofferaufbau in Tallinn, 2007

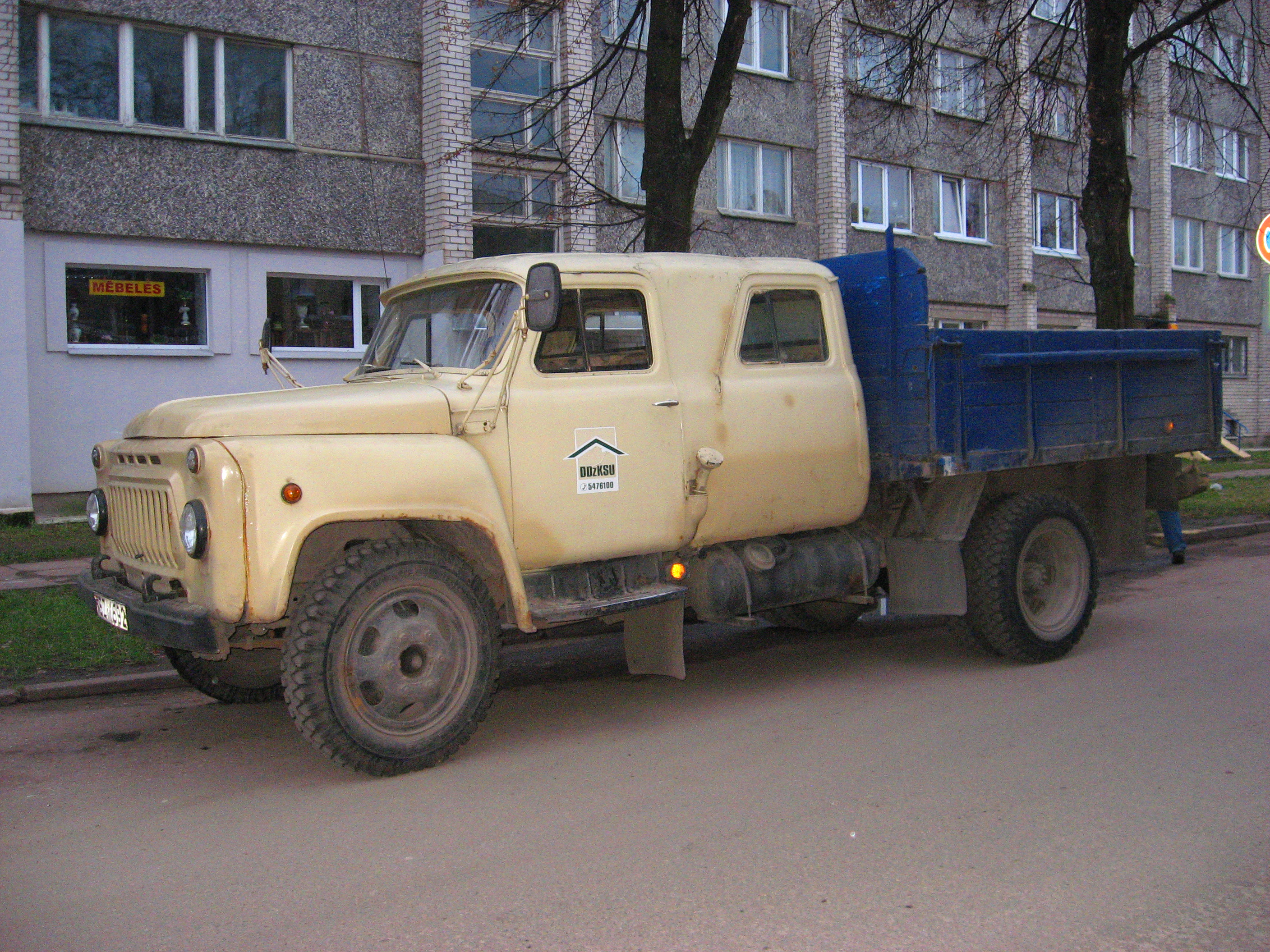
GAZ-52 mit aus zwei Kabinen hergestellter Doppelkabine (kein MRS-1-52)

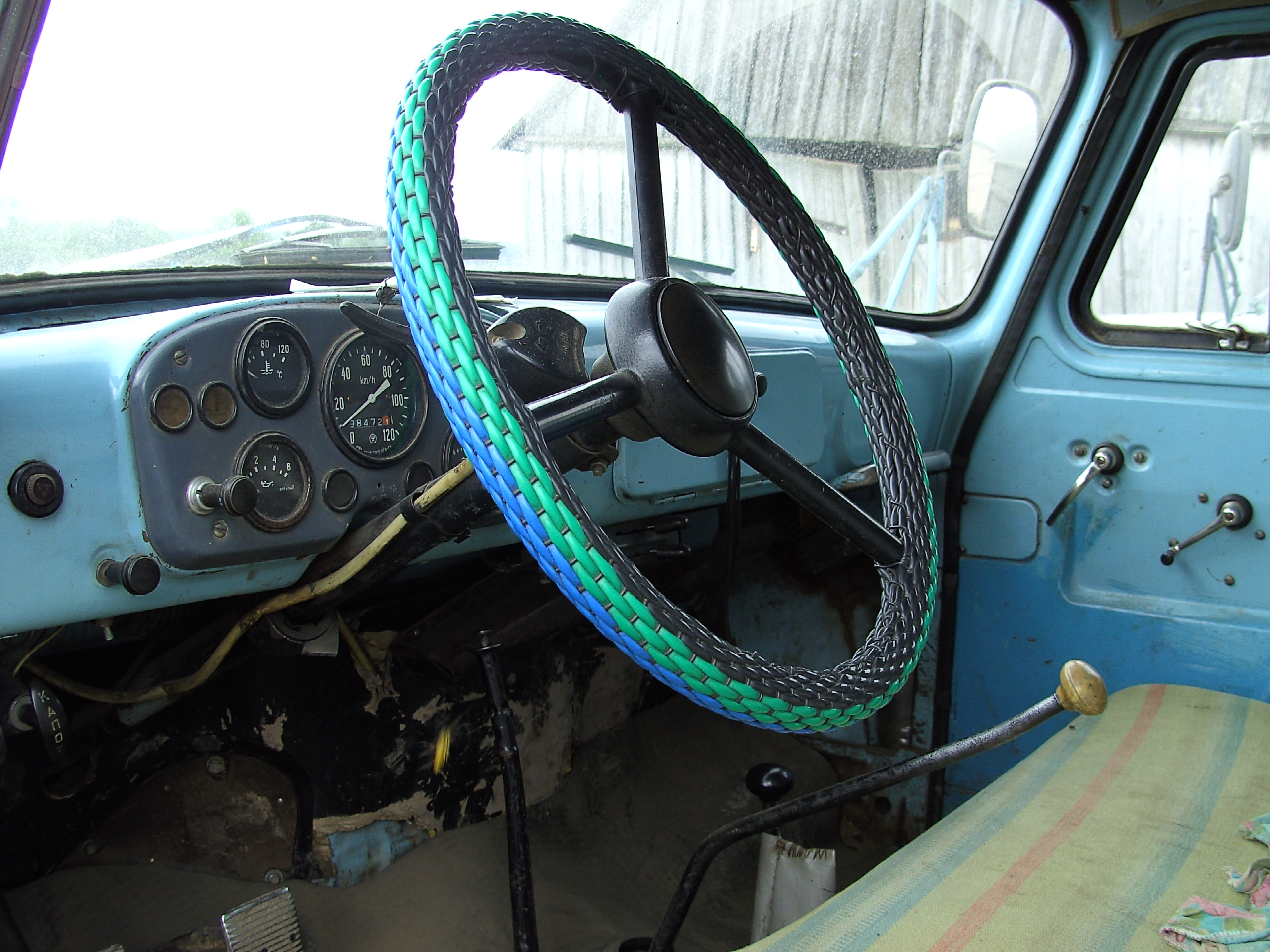
Der Innenraum eines GAZ-52

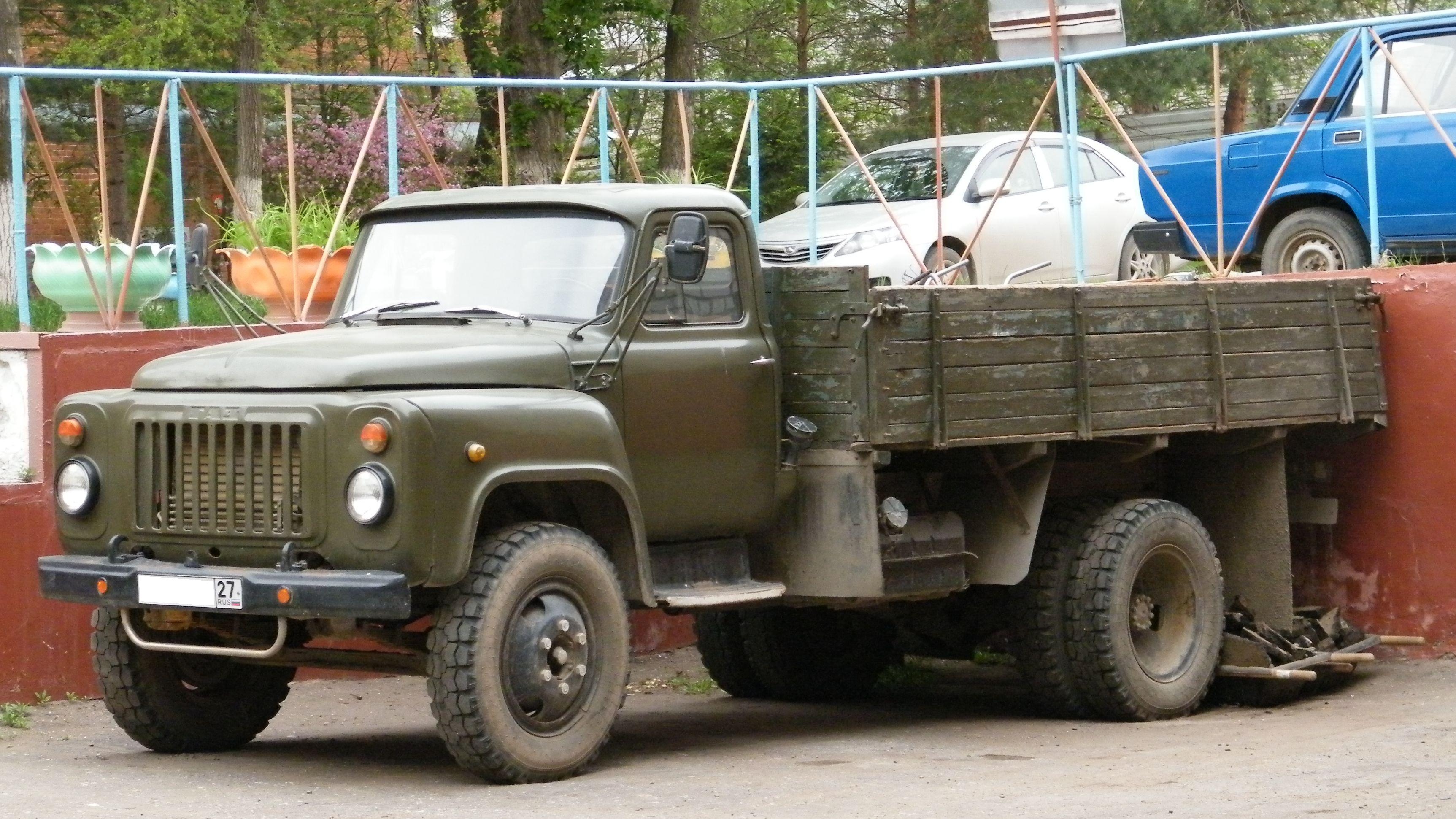
Der größere Bruder des GAZ-52, ein GAZ-53, optisch aufgrund der gleichen Abmessungen und des gleichen Fahrerhauses kaum zu unterscheiden

Bereits 1956 gab es einen ersten als GAZ-52 benannten Prototyp. Er basierte noch stark auf dem Vorgänger GAZ-51 und baute auf dem gleichen Fahrgestell wie dieser auf, es kam aber eine neu entwickelte Fahrerkabine zum Einsatz, ebenso ein experimenteller Sechszylindermotor mit 80 PS (59 kW). Zur Serienreife gelangte das Fahrzeug nie, es wurde nur ein einziges Exemplar hergestellt.
Unter der Bezeichnung GAZ-52F stellte das Werk von 1958 bis 1959 eine Serie von 300 Lastwagen her. Diese verfügte bereits über die später standardmäßig verbaute Kabine und eine Nutzlast von zweieinhalb Tonnen. Wesentlicher Unterschied zu den späteren Versionen war, dass nach wie vor ein Fahrgestell mit 3300 Millimeter Radstand verwendet wurde, nicht wie beim späteren Serienfahrzeug eines mit 3700 Millimeter Radstand. Von 1959 bis 1964 wurden diverse weitere Prototypen hergestellt, die jedoch alle nicht in Serie gingen.
1966 schließlich begann die Serienfertigung des GAZ-52-03, der noch bis 1973 produziert wurde. Er verfügte über einen Sechszylinder-Ottomotor und das verlängerte Fahrgestell. Er wurde zunächst durch keinen Nachfolger ersetzt, erst 1975 mit Einstellung der Produktion des GAZ-51 kam der GAZ-52-04 auf den Markt. Dieser wurde bis 1989 hergestellt und verwendete den gleichen Motor wie der GAZ-51, der leichte Überarbeitungen aufwies. Ebenso wurde das alte kürzere, wenn auch technisch überarbeitete Fahrgestell des GAZ-51 verbaut. Allerdings wurden auch nach 1973 Modelle mit langem Radstand hergestellt. Nachfolger des GAZ-52 wurde, ebenso wie bei der schwereren Variante GAZ-53, der GAZ-3307.

## Modellvarianten
Die nachfolgende Liste über diverse Modifikationen ist nicht abschließend.
- GAZ-52 – Prototyp von 1956, ein Exemplar hergestellt
- GAZ-52F – Kleinserie aus den Jahren 1958 bis 1959, 300 Exemplare gebaut, Pritsche
- GAZ-52G – Prototyp mit Pritsche von 1959, nicht in Serie gebaut
- GAZ-52P – Prototyp einer Sattelzugmaschine von 1959, nicht in Serie gebaut
- GAZ-52Ja – Prototyp von 1960 mit Pritsche, nicht in Serie hergestellt
- GAZ-52A – 1963 oder 1964 gebaut, Stückzahl unklar
- GAZ-52-03 – In Serie von 1966 bis 1973 gebaute Pritschenvariante mit langem Radstand
- GAZ-SAZ-3503 und GAZ-SAZ-3504 – von 1975 bis 1983 gebaute Kipper
- K-52 – Auf Basis des GAZ-52-04 gebautes Fahrzeug zum Personentransport
- GAZ-52-04 – von 1975 bis 1989 hergestellte Pritschenvariante mit 3300 mm Radstand
- GAZ-3302 – Prototyp von 1977, nur ein Exemplar gebaut, nicht zu verwechseln mit dem Kleintransporter GAZelle, der die gleiche Typennummer nutzt
- MRS-1-52 – Umbau des GAZ-52-04 auf Doppelkabine, 1978 bis 1992 wurden etwas über 1000 produziert
- GAZ-52-05 – Gütertaxi auf Basis des GAZ-52-04
- GAZ-52-06 – Sattelzugmaschine[4]
- GAZ-52-07 – GAZ-52-04 mit Flüssiggasantrieb, 1976 bis 1984 gebaut
- GAZ-52-08 – Langer Radstand und Antrieb mit Flüssiggas. Gleichzeitig verträgt der Motor Benzin mit mindestens 76 Oktan, gebaut 1977 bis 1989
- GAZ-52-09 – Gütertaxi mit Flüssiggasantrieb, 1977 bis 1989 gebaut
- GAZ-52-27 – Fahrzeug mit Erdgasantrieb, 1984 bis 1990 hergestellt, kurzer Radstand von 3,3 Meter
- GAZ-52-28 – GAZ-52-27 mit langem Radstand von 3,7 Meter
- GAZ-52-54 – Exportvariante für tropisches Klima
- GAZ-52-74 – Exportvariante für gemäßigtes Klima
- MPR-9924 – Werkstattwagen, auch auf Basis des GAZ-53 gebaut
- AL-18(52-02)-L2 – Feuerlöschfahrzeug

## Technische Daten
Für das Modell GAZ-52-03.
- Motor: Reihen-Sechszylinder Viertakt-Ottomotor
- Motortyp: „GAZ-52“
- Leistung: 75 PS (55 kW)
- Hubraum: 3,48 l
  - Bohrung: 82 mm
  - Hub: 110 mm
- Verdichtung: 6,2:1
- Drehmoment: 206 Nm
- Höchstgeschwindigkeit: 70 km/h
- Bremsweg (aus 50 km/h): 27 m
- Kraftstoffverbrauch (bei 40 km/h): 21 l/100 km
- Spannung im elektrischen System: 12 V
- Getriebe: 4 Gänge mechanisch, dritter und vierter Gang synchronisiert
- Tankinhalt: 90 l
- Kraftstoffart: Benzin, mindestens 72 Oktan
- Antriebsformel: 4×2

Abmessungen und Gewichte
- Länge: 6395 mm
- Breite: 2380 mm
- Höhe: 2190 mm
- Radstand: 3700 mm
- Bodenfreiheit: 265 mm
- Wendekreis (Durchmesser): 18,8 m
- Zulässiges Gesamtgewicht: 5465 kg
- Zuladung: 2500 kg
- Leergewicht: 2815 kg
- Anhängelast: 2500 kg

## Sonstiges
Der GAZ-52 ist optisch kaum vom schwereren GAZ-53 zu unterscheiden, da beide das gleiche Fahrerhaus verwenden und die äußeren Abmessungen nur um einige Millimeter differieren. Zwar wurden immer wieder Kleinigkeiten, wie zum Beispiel an der Scheinwerferanordnung geändert, jedoch sind viele Teile leicht austauschbar. Mehr als 30 Jahre nach Produktionsende stellen sie also oft keine zuverlässige Unterscheidung mehr dar. Weiterhin wurde der GAZ-52 durchgängig mit Felgen ausgeliefert, die über sechs große Luftlöcher verfügen, der GAZ-53 dagegen mit Felgen mit nur drei Löchern im Abstand von 120 Grad. Da jedoch die Lochkreise und auch die Felgengrößen bei beiden Fahrzeugen gleich sind, sind auch die Räder beliebig zwischen den Lastwagen austauschbar. Einzig zuverlässige Unterscheidung stellt der Motor dar, im GAZ-52 ist ein Sechszylinder-Ottomotor verbaut, im GAZ-53 ein Achtzylinder-Ottomotor. Insgesamt wurden deutlich weniger GAZ-52 als GAZ-53 gebaut, von dem rund vier Millionen Exemplare gefertigt wurden.